# Западная Белоруссия (топоним)

Территория БССР в 1946 году после передачи Белостокской области и частей Гродненской и Брестской области Польше (отмечено зелёным).

Западная Белоруссия — географический термин для названия части белорусских земель.
Точное время возникновения термина неизвестно. Так, белорусский историк И. Ковкель относит его к осени 1920 года и связывает с оккупацией этой территории польскими войсками. Польская исследовательница А. Бергман связывает появление этого названия с созданием Коммунистической партии Западной Белоруссии в 1923 году. В советской историографии во время Второй мировой войны определение «Западная Белоруссия» было заменено термином «западные области БССР».

## История формирования термина
Стереотип «западника» среди белорусского населения появился очень рано, корни его можно отыскать ещё в XVI веке, в то время он воплотился среди шляхты, для которой вестернизация означала латинизацию и окончилась в конце XVIII века, почти полной полонизацией. XIX век принёс обратные тенденции — в сторону русификации и перехода в православие, избегания польскости, которая была определяющей чертой стереотипа западника. В межвоенной Польше стереотип западника воплощался в польском землевладельце, чиновнике или осаднике. После включения северо-восточных земель польского государства в состав СССР словом «западник» стали называть жителей западных областей БССР.

## Термин «Западная Белоруссия»

### В советской историографии
В первом издании «Малой советской энциклопедии» (1929) к Западной Белоруссии, кроме её основной территории, относилась также территория бывших Гродненской и Минской губерний, а также «часть Виленской вместе с городом Вильно (ныне — Вильнюс — ред.), который РСФСР передала Литве в 1920 году. Торгово-промышленный и культурный центр края — Вильно. Белосток является городом фабричной промышленности». В феврале 1949 года Политбюро посчитало, что первое издание «Большой советской энциклопедии» «имеет существенные недостатки, а также содержит теоретические и политические ошибки», и приняло решение издать новую, поправленную редакцию. В очередных послевоенных энциклопедических изданиях, где упоминалась Западная Белоруссия, Вильно и Виленщина больше не присоединялись к её территории. Причина этого кроется в политических мотивах, а именно — в нежелании потерять приверженность литовцев.
Формально Вильно несколько недель относилась к Западной Белоруссии, после чего была передана литовцам. Политические причины обусловили то, что «столицей» квази-государства «Западная Белоруссия» в 1939 года стал Белосток. Границы тогдашней Западной Белоруссии охватывали всю Белостокщину, значительную часть Подляшья и достигали Ломжы в восточной Мазовии.
Ещё во время Второй мировой войны определение «Западная Белоруссия» было заменено термином «западные области БССР». В партийных документах употребляется определение «западные области БССР», например, «Постановление ЦК ВКП(б) о политической работе партийных организаций среди населения западных областей БССР от 20 января 1945 г.». Введение этого термина должно было подчеркнуть интегральность и целостность с БССР, то, что эти земли являются неотъемлемой частью «великой семьи народов СССР». В январе 1944 года Главлит разослал по всем областным и районным органам цензуры специальное письмо с приказом не упоминать в прессе про старые [до 17.09.1939 года] границы СССР.

### В польской историографии

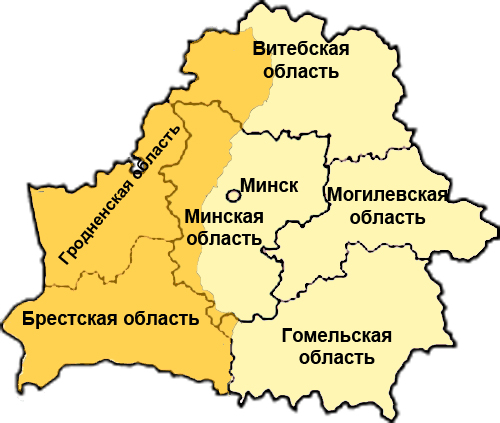
Территория Восточных Кресов (выделена оранжевым) в современных границах Белоруссии

Проблема названия данной территории вызывает много споров. В польской историографии закрепились названия «кресы» и, чаще, — «северо-восточные земли II Республики» или «т. н. Западная Белоруссия». В период ПНР в польской историографии принято было избегать определения «Восточные Кресы», общепринятым считалось название «Западная Белоруссия». Это было обусловлено политическими причинами. Изменения, которые произошли после распада СССР, не только содействовали проведению исследований истории этих территорий, но и создали возможность для контактов и сотрудничества польских и белорусских историков. Дискуссию вызвал вопрос их названия. В феврале 1993 года на Всебелорусской конференции историков польский историк из Белостока Ян Ежи Милевский представил своё видение проблемы, пользуясь определением «северо-восточные земли II Республики». В 1998 году в своей статье он предложил «включить в состав северо-восточных земель II Республики территорию трёх довоенных воеводств: Виленского, Новогрудского и Полесского, а также Гродненского и Волковысского поветов Белостокского воеводства».
Среди польских историков не существует одной точки зрения на счёт определения границ Западной Белоруссии. Зато нет, наверно, ни одного польского историка, который сегодня не высказывал бы мысли про искусственность возникшей в ноябре 1939 года квази-государства с центром в Белостоке. Томаш Стшембош понятие «Западная Белоруссия» в целом отождествил с понятием «Северо-восточные кресы II Республики». Историк считал, что

«„Западная Белоруссия“ в том виде, который она приобрела в ноябре 1939 года, была, несомненно, искусственным образованием, обусловленным не этническим составом, национальными и государственными традициями, волей населения и т. д., а решением Сталина и Гитлера, которые делили между собой добычу в Восточной Европе».
— Strzembosz T. Wydarzenia i losy ludzkie. Źródła do historii Polski XX wieku ze zbiorów Narodowego Archiwum Republiki Białoruś. Warszawa, 2001. S. 14.
Стшембош предложил использовать определение «северо-восточные земли II Республики» вместо «Восточные кресы», так как территория эта «кресами» не являлась:

«Советские войска ворвались в самое сердце польского государства, захватили не окраины, а самый центр».
— Strzembosz T. Wydarzenia i losy ludzkie. Źródła do historii Polski XX wieku ze zbiorów Narodowego Archiwum Republiki Białoruś. Warszawa, 2001. S. 14.
Другой историк, Кшиштоф Ясевич, считает, что Западная Белоруссия находилась на территории бывших северо-восточных воеводств межвоенной Польши, за исключением Виленского округа и Вильно. Ясевич предлагает при использовании термина «Западная Белоруссия» брать его в кавычки или прибавлять сокращение «т. н.», чтобы подчеркнуть его происхождение. Во введении к коллективной работе про социальные и этнические взаимоотношения на бывших восточных землях Речи Посполитой Ясевич отметил, что эти понятия (Западная Белоруссия, Западная Украина) были введены для обозначения территории действия созданных в составе Коммунистической партии Польши автономных организаций — Коммунистической партии Западной Белоруссии (КПЗП) и Коммунистической партии Западной Украины (КПЗУ).

### В белорусской историографии
Профессор Владимир Михнюк из Минска незадолго до своей смерти написал в журнале «Беларускі гістарычны часопіс» (с бел. — «Белорусский исторический журнал») историографический осмотр работ, посвящённых понятию «Западная Белоруссия», и их короткое описание. Белорусский историк, анализируя вклад польской историографии в эту проблему, между тем заметил:

«Польские историки в осветлении этих вопросов отходят от принципов объективности и историзма: по идеологическим и политическим соображениям термин „Западная Белоруссия“ подменяется понятием „северо-восточные земли II Речи Посполитой“, существенно уменьшают данные о белорусской территории, присоединённой к Польше по Рижскому мирному договору, манипулируя данными переписи 1921 года, значительно преувеличивают количество польского населения и соответственно снижают процент белорусов в Западной Белоруссии для того, чтобы показать польский характер этого региона».
— Міхнюк У. Заходняя Беларусь: межы, тэрыторыя, насельніцтва (гістарыяграфічныя нататкі) // Беларускі гістарычны часопіс. 2004 № 11. С. 19.
Например, «манипуляции» польского историка Ежи Томашевского приводят к тому, что, согласно переписи населения 1931 года, в Белостокском воеводстве преобладало польское население (71 %), меньше всего поляков было в Полесском воеводстве (11,5 %). В Новогрудском воеводстве польским языком пользовались 52,4 % населения, а поляки составляли там 33,8 % населения. Зато в Барановичском повете по-польски разговаривало 46 % населения, и из них только 28 % были католиками. Данные переписи 1931 года, в которой основное внимание уделялось языковому и конфессиональному критериям, не отражают специфики некоторых регионов, тем более что данные эти не всегда были объективно обработаны. Однако при всём этом не вызывает сомнений тот факт, что значительный процент населения в регионе составляли поляки, а в некоторых восточных воеводствах их было большинство.
Высказывание Михнюка характеризует позицию определённой части белорусской постсоветской историографии, в которой определение границ Западной Белоруссии совпадает с определением авторов многочисленных работ, посвящённых истории коммунистической партии. Неформальной столицей Западной Белоруссии долгое время считалось (и так до сих пор считает значительная часть историков) Вильно.
Белорусский историк из Гродно Иван Ковкель утверждает, что термин «Западная Белоруссия» появился раньше 1923 года, когда была создана Коммунистическая партия Западной Белоруссии. Он оспорил утверждение польской исследовательницы Александры Бергман про то, что это понятие появилось в 1923 году по предложению Карла Радека. Профессор Ковкель утверждает, что этот термин возник осенью 1920 года для обозначения белорусских земель, которые раньше входили в Гродненскую и Виленскую губернии, и не имеет никакой связи с КП Западной Белоруссии.